# Eragrostis barrelieri
Eragrostis barrelieri là một loài thực vật có hoa trong họ Hòa thảo. Loài này được Daveau mô tả khoa học đầu tiên năm 1894.